# Orthosia melaleuca
Orthosia melaleuca là một loài bướm đêm trong họ Noctuidae.